# Hans-Georg Kraume
Hans-Georg Kraume (* 21. August 1948 in Düsseldorf) ist ein deutscher Historiker und ehemaliger Leiter des Stadtarchivs Duisburg.

## Leben
Kraume wurde als Sohn des Landrates Alfons Kraume und dessen Frau Helene, geb. Esser in Düsseldorf geboren. Nach dem Abitur am Staatlichen Görresgymnasium 1968 studierte er Geschichte und Klassische Philologie in Freiburg und Wien. Nach Ablegung des Staatsexamens im Februar 1975 wurde er 1978 bei Andreas Hillgruber an der Philosophischen Fakultät der Universität Freiburg mit der Dissertation Die Limburger Frage in der deutschen Revolution von 1848 zum Dr. phil. promoviert. Danach trat er im Oktober 1978 als Staatsarchivreferendar in den höheren Archivdienst ein. Als solcher war er zunächst beim Nordrhein-Westfälischen Hauptstaatsarchiv in Düsseldorf tätig, bis er 1979 am 17. wissenschaftlichen Lehrgang an der Archivschule Marburg teilnahm. Nach der bestandenen archivarischen Staatsprüfung wurde er 1980 zum Stadtarchivrat z. A. ernannt. 1996 wurde der Städtische Archivoberrat zum Leiter des Stadtarchivs Duisburg bestellt. Mittlerweile ist er pensioniert.

## Schriften (Auswahl)
- Außenpolitik 1848. Die holländische Provinz Limburg in der deutschen Revolution. Droste, Düsseldorf 1979, ISBN 3-7700-0528-7 (Zugl. Freiburg (Breisgau), Univ., Diss., 1978).
- Duisburg im Krieg, 1939–1945 (= Fotografierte Zeitgeschichte). Droste, Düsseldorf 1982, ISBN 3-7700-0618-6.
- Duisburg. Die alte Stadt (= Die Reihe Archivbilder). Sutton, Erfurt 1997, ISBN 3-89702-026-2.
- mit Jan-Pieter Barbian, Sigurd Praetorius (Hrsg.): Duisburg-Bibliographie. Verzeichnis der Schriften zu Duisburg für den Zeitraum 1987 bis 2001. Klartext, Essen 2004, ISBN 3-89861-306-2.
- mit Jan-Pieter Barbian, Sigurd Praetorius (Hrsg.): Nationalsozialismus in Duisburg 1920–1945. Eine Einführung mit Bibliografie und Fotografien der Zeit. Klartext, Essen 2009, ISBN 978-3-8375-0124-7.
- Gerhard Mercator. Vorläufer, Zeitgenossen Nachwirkungen. Zu seinem 500. Geburtstag 2012 (= Duisburger Forschungen. Bd. 59). Mercator Verlag, Duisburg 2013, ISBN 3-87463-532-5.